# Consolida arenaria
Consolida arenaria là một loài thực vật có hoa trong họ Mao lương. Loài này được Carlström mô tả khoa học đầu tiên năm 1984.